# Extra Challenge
Die Nescafé Extra Challenge 1993 war ein einmalig ausgetragenes Snooker-Einladungsturnier im Rahmen der Saison 1992/93. Das Turnier wurde im Februar 1993 in der thailändischen Hauptstadt Bangkok ausgetragen. Der junge Engländer Ronnie O’Sullivan gewann dabei erstmals ein Profiturnier, als er am Ende des Rundenturniers den ersten Platz der Abschlusstabelle belegte. Das höchste Break spielte im Gegenzug der zweitplatzierte Lokalmatador James Wattana.

## Preisgeld
Gesponsert wurde das Turnier von dem Schweizer Kaffeemarke Nescafé. Das gesamte Preisgeld blieb sich dabei auf 30.000 Pfund Sterling, von denen mit 10.500 £ gut ein Drittel auf den Sieger entfiel.
|           | Preisgeld |
| --------- | --------- |
| Erster    | 10.500 £  |
| Zweiter   | 8.000 £   |
| Dritter   | 6.500 £   |
| Vierter   | 5.000 £   |
| Insgesamt | 30.000 £  |

## Turnierverlauf
Zum Turnier wurden mit dem jungen Engländer Ronnie O’Sullivan, Lokalmatador James Wattana, Ex-Weltmeister John Parrott und dem ebenfalls jungen Schotten Alan McManus vier Spieler eingeladen, die im Modus Best of 9 Frames in einem einfachen Rundenturnier gegeneinander spielten. Am Ende wurde anhand der Ergebnisse eine Abschlusstabelle aufgestellt, die von Ronnie O’Sullivan angeführt wurde. Dieser und Wattana hatten zwar beide jeweils zwei Spiele gewonnen, doch der Engländer konnte weniger verlorene Frames vorweisen. Für O’Sullivan war es der erste Profititel seiner Karriere.
| Platz | Spieler           | Partien | S | N | Frames |
| ----- | ----------------- | ------- | - | - | ------ |
| 1     | Ronnie O’Sullivan | 3       | 2 | 1 | 13:8   |
| 2     | James Wattana     | 3       | 2 | 1 | 10:10  |
| 3     | John Parrott      | 3       | 1 | 2 | 12:13  |
| 4     | Alan McManus      | 3       | 1 | 2 | 9:13   |

| Spiel | Spieler 1         | Ergebnis | Spieler 2         |
| ----- | ----------------- | -------- | ----------------- |
| 1     | James Wattana     | 45:45    | John Parrott      |
| 2     | James Wattana     | 15:15    | Alan McManus      |
| 3     | John Parrott      | 35:35    | Ronnie O’Sullivan |
| 4     | Ronnie O’Sullivan | 35:35    | Alan McManus      |
| 5     | Ronnie O’Sullivan | 05:05    | James Wattana     |
| 6     | Alan McManus      | 35:35    | John Parrott      |

## Century Breaks
Während des Turnieres spielten drei Spieler jeweils ein Century Break:
- John Parrott: 102
- Ronnie O’Sullivan: 101
- James Wattana: 101